# Neodexiopsis willistoni
Neodexiopsis willistoni är en tvåvingeart som beskrevs av John Otterbein Snyder 1958. Neodexiopsis willistoni ingår i släktet Neodexiopsis och familjen husflugor. Inga underarter finns listade i Catalogue of Life.